# (38797) 2000 RW51
2000 RW51 (asteroide 38797) é um asteroide da cintura principal. Possui uma excentricidade de 0.19183300 e uma inclinação de 5.29994º.
Este asteroide foi descoberto no dia 5 de setembro de 2000 por LINEAR em Socorro.